# Godshuis Van Pamel

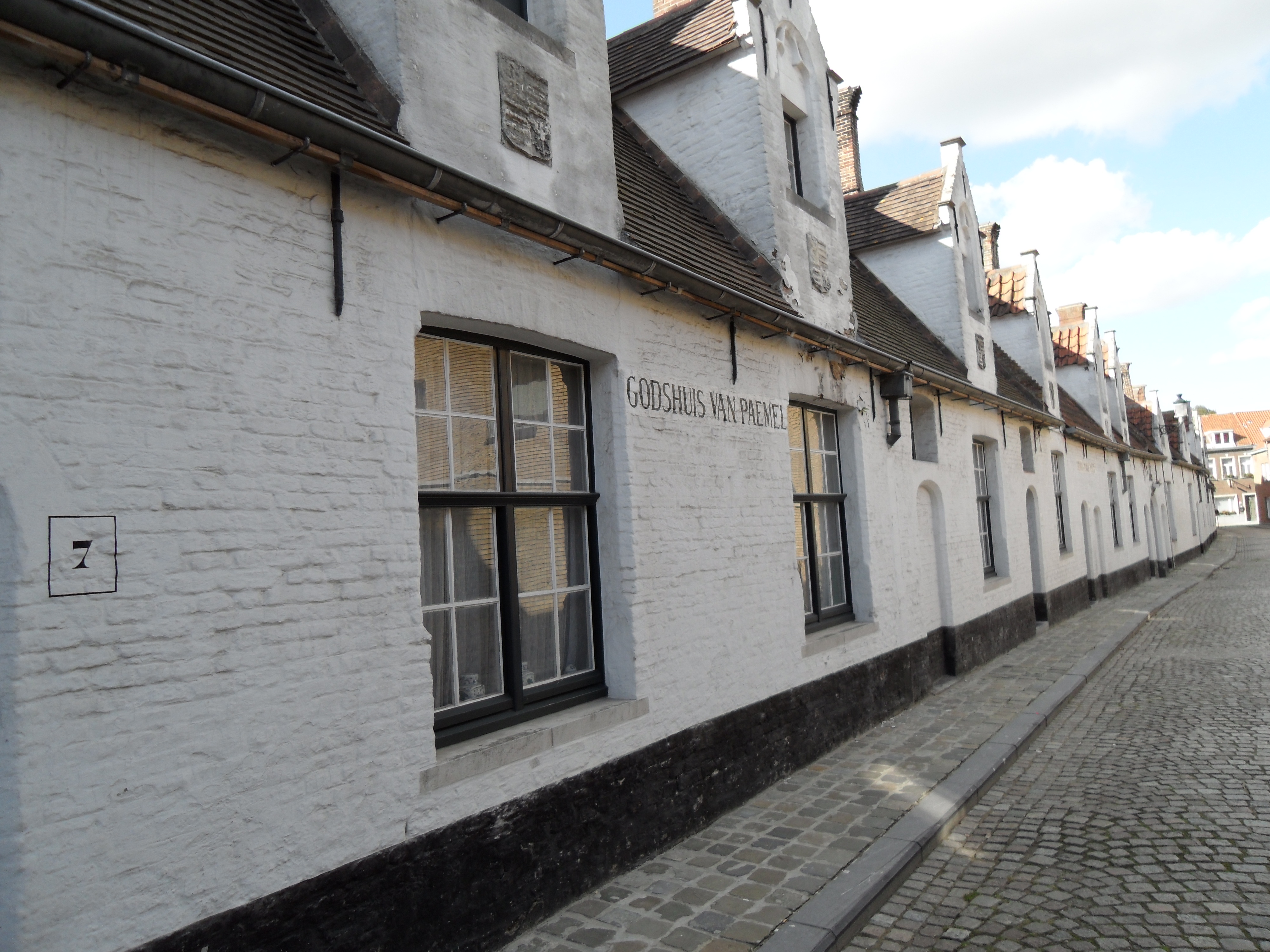
De godshuizen Van Paemel in de Kammakersstraat

Van Pamel was een zeventiende-eeuws godshuis in Brugge.

## Geschiedenis
Jan van Pamel (†1653) was gemeenteraadslid van Brugge in 1612, 1615, 1617 en 1619. Hij werd schepen in 1622 en nam in februari 1625 ontslag. Hij was een nazaat van Adolphe van Pamel, die schepen van Brugge was in 1525.
In 1646 gaf hij aan de Berg van Charitate duizend ponden in leen ten behoeve van de armen, mits het geld kon worden opgevraagd door de Meester van Sint-Juliaans, die er een godvruchtig werk kon mee financieren. In 1664 werd het geld opgevraagd door Pieter van den Driessche, Meester van Sint-Juliaans. Met dit geld kocht hij een hoeve en land in Torhout, ten voordele van het nog te bouwen godshuis van Pamel.
In 1669 werd de eerste steen gelegd voor drie huisjes in de Kammakersstraat, gelegen naast de godshuizen van Blindekens. De huisjes werden ter beschikking gesteld voor arme blinden. Het beheer was in handen van de Meester van Sint-Juliaans tot het na 1796 eigendom werd van de Commissie van Burgerlijke godshuizen.
Naar aanleiding van de restauratiewerken in 1990, werden de drie huisjes omgevormd tot twee huizen voor bejaarde echtparen.